# 坂本一彩
坂本 一彩（さかもと いさ、2003年8月26日 - ）は、熊本県熊本市出身のプロサッカー選手。ベルギー・プロ・リーグ・KVCウェステルロー所属。ポジションはフォワード（FW）。

## 来歴
ガンバ大阪のアカデミー出身。2020年9月11日、2種登録選手としてトップチームに登録された。同月19日、U-23チームとしてJ3第16節のヴァンラーレ八戸戦に途中出場し、Jリーグデビューを飾った。12月6日、同じくJ3リーグのアスルクラロ沼津戦でJリーグ初ゴールを決めた。2021年シーズンも2種登録選手としてトップチームに登録された。9月16日、2022年シーズンからのトップチーム昇格内定が発表された。
2022年3月2日、ルヴァンカップ予選リーグの大分トリニータ戦で先発出場し、トップチーム初出場を果たした。4月6日、第7節の京都サンガF.C.戦で途中出場し、J1デビューを飾った。4月30日、第10節のFC東京戦でJ1初先発を果たした。6月29日、第15節のサンフレッチェ広島戦で先発に抜擢されて、J1初得点を決めて勝利に貢献した。
2023年、ファジアーノ岡山へ期限付き移籍。2月18日、ジュビロ磐田との開幕戦で移籍後初得点を決めて勝利に貢献した。シーズン終了後、ガンバ大阪への復帰が発表された。
2024年4月14日の第8節サガン鳥栖戦で復帰後初得点を決めると、そこからリーグ戦3試合連続ゴールを記録。この活躍が評価され、4月度の明治安田Jリーグ月間ヤングプレーヤー賞を受賞したことが5月14日に発表された。12月8日、ホームで行われたJ1最終節のサンフレッチェ広島戦で2得点を決めてシーズン10得点を記録し、自身初の二桁得点を達成。
2025年1月6日、海外クラブへの移籍を前提とした手続きと準備のためチーム離脱が発表され、12日にベルギー・プロ・リーグのKVCウェステルローは坂本の加入を発表。プレスリリースによれば2024-25シーズン終了までガンバ大阪からの期限付き移籍でプレーし、シーズン終了後に3年契約を結ぶとしている。同日、ガンバ大阪も期限付き移籍を発表。ただし、こちらでは期限付き移籍期間などには言及されていない。移籍後初の公式戦となった19日にアウェイで行われた第22節のロイヤル・アントワープFC戦で先発し、ジュピラー・プロ・リーグ初出場。翌週の25日にホームで行われた第23節のKRCヘンク戦で移籍後初ゴールを決めた。同シーズンは途中加入ながらリーグ戦19試合に出場して6得点を記録し、チームの1部残留に貢献した。
6月20日、KVCウェステルローへ完全移籍が発表された。

## 所属クラブ
- ソレッソ熊本
- JFAアカデミー福島U-15
- ソレッソ熊本
- ガンバ大阪ユース（向陽台高等学校）
  - 2020年9月 - 2021年  ガンバ大阪（2種登録選手）
- 2022年 -  ガンバ大阪
  - 2023年  ファジアーノ岡山FC（期限付き移籍）
  - 2025年 -  KVCウェステルロー（期限付き移籍）

## 個人成績
| 国内大会個人成績 | 国内大会個人成績 | 国内大会個人成績 | 国内大会個人成績 | 国内大会個人成績 | 国内大会個人成績 | 国内大会個人成績 | 国内大会個人成績 | 国内大会個人成績 | 国内大会個人成績 | 国内大会個人成績 | 国内大会個人成績 |
| 年度             | クラブ           | 背番号           | リーグ           | リーグ戦         | リーグ戦         | リーグ杯         | リーグ杯         | オープン杯       | オープン杯       | 期間通算         | 期間通算         |
| 年度             | クラブ           | 背番号           | リーグ           | 出場             | 得点             | 出場             | 得点             | 出場             | 得点             | 出場             | 得点             |
| 日本             | 日本             | 日本             | 日本             | リーグ戦         | リーグ戦         | リーグ杯         | リーグ杯         | 天皇杯           | 天皇杯           | 期間通算         | 期間通算         |
| ---------------- | ---------------- | ---------------- | ---------------- | ---------------- | ---------------- | ---------------- | ---------------- | ---------------- | ---------------- | ---------------- | ---------------- |
| 2022             | G大阪            | 32               | J1               | 9                | 1                | 4                | 0                | 2                | 0                | 15               | 1                |
| 2023             | 岡山             | 48               | J2               | 24               | 4                | -                | -                | 2                | 0                | 26               | 4                |
| 2024             | G大阪            | 13               | J1               | 37               | 10               | 1                | 0                | 5                | 1                | 43               | 11               |
| ベルギー         | ベルギー         | ベルギー         | ベルギー         | リーグ戦         | リーグ戦         | リーグ杯         | リーグ杯         | ベルギー杯       | ベルギー杯       | 期間通算         | 期間通算         |
| 2024-25          | ウェステルロー   | 13               | ジュピラー       | 19               | 6                | -                | -                | -                | -                | 19               | 6                |
| 通算             | 日本             | 日本             | J1               | 46               | 11               | 5                | 0                | 7                | 1                | 58               | 12               |
| 通算             | 日本             | 日本             | J2               | 24               | 4                | -                | -                | 2                | 0                | 26               | 4                |
| 通算             | ベルギー         | ベルギー         | ジュピラー       | 19               | 6                | -                | -                | -                | -                | 19               | 6                |
| 総通算           | 総通算           | 総通算           | 総通算           | 89               | 21               | 5                | 0                | 9                | 1                | 104              | 22               |

その他の公式戦
| 2020   | G大23  |        | J3     | 11 | 3 | 11 | 3 |
| 通算   | 日本   | 日本   | J3     | 11 | 3 | 11 | 3 |
| 総通算 | 総通算 | 総通算 | 総通算 | 11 | 3 | 11 | 3 |

2020年・2021年は2種登録選手。2021年は2種登録選手としての公式戦出場無し。
- Jリーグ初出場 - 2020年9月19日 J3第16節 vsヴァンラーレ八戸（パナソニックスタジアム吹田）
- Jリーグ初得点 - 2020年12月6日 J3第31節 vsアスルクラロ沼津（愛鷹広域公園多目的競技場）
- ジュピラー・プロ・リーグ初出場 - 2025年1月19日 第22節 vsロイヤル・アントワープFC（ボサイルスタディオン）
- ジュピラー・プロ・リーグ初得点 - 2025年1月26日 第23節 vsKRCヘンク（ヘット・カイピー）

## 代表歴
- U-19日本代表
  - モーリスレベロトーナメント（2022年）
  - AFC U20アジアカップ予選（2022年）
  - スペイン遠征（2022年）
- U-20日本代表
  - AFC U20アジアカップ（2023年）
  - FIFA U-20ワールドカップ（2023年）

## タイトル

### クラブ
ガンバ大阪ジュニアユース
- 関西サッカーリーグ（U-15）サンライズリーグ：2回（2016年、2018年）

### 個人
- 明治安田Jリーグ月間ヤングプレーヤー賞（4月）